# Presbytis sumatrana
El langur negro de Sumatra (Presbytis sumatrana) es una especie de mono de la familia Cercopithecidae. Anteriormente se consideraba una subespecie del surili de Sumatra, Presbytis melalophos (como Presbytis melalophos sumatrana), pero el análisis genético reveló que estas son especies separadas. El langur negro de Sumatra es nativo de la isla de Sumatra en Indonesia. Está catalogado como en peligro por la UICN debido principalmente a la deforestación, y también por los animales que son capturados para mascotas.